# Prescott Island
Prescott Island ist eine unbewohnte Insel im kanadisch-arktischen Archipel. 
Sie liegt im Peel Sound zwischen Prince of Wales Island und Somerset Island.
Politisch gehört die Insel zur Qikiqtaaluk-Region im kanadischen Territorium Nunavut.
Prescott Island hat eine ovale Form und besitzt eine Landfläche von 412 km².
Gemeinsam mit vier weiteren kleineren Inseln, Binstead Island, Lock Island, Pandora Island und Vivian Island, bildet Prescott Island eine Barriere am Eingang zur Browne Bay, einer Bucht im Osten von Prince of Wales Island.